# Thủy điện Sông Miện 1
Thủy điện Sông Miện 1, tên tự gọi là thủy điện Sông Miện, còn gọi là thủy điện Bát Đại Sơn , là thủy điện xây dựng trên dòng sông Miện tại vùng đất xã Bát Đại Sơn huyện Quản Bạ và xã Na Khê huyện Yên Minh tỉnh Hà Giang, Việt Nam .
Thủy điện Sông Miện 1 có công suất lắp máy 6 MW với 2 tổ máy, sản lượng điện hàng năm 25 triệu KWh, khởi công tháng 4/2009, hoàn thành tháng 10/2011 .

## Sông Miện
Sông Miện là phụ lưu của sông Lô, bắt nguồn từ tỉnh Vân Nam, Trung Quốc và chảy vào Việt Nam ở tỉnh Hà Giang qua các huyện Quản Bạ và Vị Xuyên, đổ vào sông Lô ở thành phố Hà Giang.
Quy hoạch Thủy điện Sông Miện là hệ thống gồm 6 bậc, trong đó 5 nhà máy đã được vận hành .
Thủy điện Sông Miện 1 công suất 6 MW, hoàn thành tháng 10/2011.
Thủy điện Thái An công suất lắp máy 82 MW, sản lượng điện hàng năm 400 triệu KWh, hoàn thành tháng 9/2010, trên sông Miện ở xã Thái An huyện Quản Bạ  22°59′56″B 105°03′56″Đ / 22,998902°B 105,065431°Đ.
Thủy điện Thuận Hòa (Sông Miện 4) xây dựng tại xã Thuận Hòa, huyện Vị Xuyên, nhưng năm 2011 tạm dừng . Công trình tái khởi động tháng 10/2014 với công suất lắp máy 38 MW với 2 tổ máy, hoàn thành tháng 6/2017 .22°57′39″B 105°02′00″Đ / 22,960782°B 105,033318°Đ
Thủy điện Sông Miện 5 công suất lắp máy 16,5 MW, hoàn thành năm 2012, tại bản Mịch A xã Thuận Hòa, huyện Vị Xuyên .22°55′24″B 105°00′23″Đ / 22,923324°B 105,006382°Đ
Thủy điện Sông Miện 5A công suất lắp máy 9 MW, sản lượng điện hàng năm 35 triệu KWh, khởi công tháng 3/2011 hoàn thành tháng 3/2015, tại xã Thuận Hòa, huyện Vị Xuyên .22°53′36″B 104°59′32″Đ / 22,893316°B 104,99225°Đ
Thủy điện Sông Miện 6 công suất lắp máy 12 MW, hoàn thành tháng 3/2017, tại phường Quang Trung thành phố Hà Giang.22°50′55″B 105°00′49″Đ / 22,848615°B 105,013571°Đ